# Кевін Кіган
Кевін Кіган (Кевін Кіґан, англ. Kevin Keegan; нар. 14 лютого 1951, Армторп) — англійський футболіст, нападник. По завершенні ігрової кар'єри — футбольний тренер.
Найкращий футболіст Європи 1978 та 1979 років за версією журналу France Football. Включений до переліку «100 найкращих футболістів світу», складеного 2004 року на прохання ФІФА легендарним Пеле. 2000 року ввійшов до переліку найкращих польових гравців XX століття, складеного Міжнародною федерацією футбольної історії і статистики (посідав 38-те місце серед 50-ти обраних до переліку футболістів).
Як гравець, насамперед, відомий виступами за клуби «Ліверпуль» та «Гамбург», а також за національну збірну Англії.

## Клубна кар'єра
Вихованець футбольної школи клубу «Сканторп Юнайтед». Дорослу футбольну кар'єру розпочав  1968 року в основній команді того ж клубу, в якій провів три сезони, узявши участь у 124 матчах чемпіонату.
Упродовж 1971–1977 років захищав кольори клубу «Ліверпуль». За цей час тричі виборював титул чемпіона Англії, ставав двічі володарем Суперкубка Англії, двічі володарем Кубка УЄФА, а також володарем Кубка чемпіонів УЄФА.
Своєю грою за команду привернув увагу представників тренерського штабу клубу «Гамбург», до складу якого приєднався 1977 року. Відіграв за гамбурзький клуб наступні три сезони своєї ігрової кар'єри. Більшість часу, проведеного у складі «Гамбурга», був основним гравцем атакувальної ланки команди. У складі «Гамбурга» був одним з головних бомбардирів команди, маючи середню результативність на рівні 0,36 голу за гру в першості. За цей час додав до переліку своїх трофеїв титул чемпіона Німеччини, а також два Золотих м'ячі найкращого футболіста Європи.
Упродовж 1980–1982 років захищав кольори команди клубу «Саутгемптон».
Завершив ігрову кар'єру в клубі «Ньюкасл Юнайтед», за команду якого виступав упродовж 1982–1984 років.

## Виступи за збірну
1973 року дебютував в офіційних матчах у складі національної збірної Англії. Упродовж кар'єри в національній команді, яка тривала 10 років, провів у формі головної команди країни 63 матчі, забивши 21 гол. У складі збірної був учасником чемпіонату Європи 1980 року в Італії та чемпіонату світу 1982 року в Іспанії.

## Кар'єра тренера
Розпочав тренерську кар'єру, повернувшись до футболу після невеликої перерви, 1992 року, очоливши тренерський штаб клубу «Ньюкасл Юнайтед».
Надалі очолював «Фулхем», збірну Англії, з якою взяв участь у чемпіонаті Європи 2000 року у Бельгії та Нідерландах, та «Манчестер Сіті».
Станом на зараз останнім місцем тренерської роботи був клуб «Ньюкасл Юнайтед», де Кевін Кіґан працював головним тренером 2008 року.
| Дата       | Місто          | Господарі         | Результат | Гості             | Турнір             | Голи | Примітки |
| ---------- | -------------- | ----------------- | --------- | ----------------- | ------------------ | ---- | -------- |
| 15-11-1972 | Кардіфф        | Уельс             | 0 – 1     | Англія            | Відбір до ЧС 1974  | -    |          |
| 24-1-1973  | Лондон         | Англія            | 1 – 0     | Уельс             | Відбір до ЧС 1974  | -    |          |
| 11-5-1974  | Суонсі         | Уельс             | 0 – 2     | Англія            | товариський матч   | 1    |          |
| 15-5-1974  | Лондон         | Англія            | 1 – 0     | Північна Ірландія | товариський матч   | -    |          |
| 22-5-1974  | Лондон         | Англія            | 2 – 2     | Аргентина         | товариський матч   | -    |          |
| 29-5-1974  | Лейпциг        | НДР               | 1 – 1     | Англія            | товариський матч   | -    |          |
| 1-6-1974   | Софія (місто)  | Болгарія          | 0 – 1     | Англія            | товариський матч   | -    |          |
| 5-6-1974   | Белград        | Югославія         | 2 – 2     | Англія            | товариський матч   | 1    |          |
| 30-10-1974 | Лондон         | Англія            | 3 – 0     | Чехословаччина    | Відбір до ЧЄ 1976  | -    |          |
| 12-3-1975  | Портсмут       | Англія            | 2 – 0     | ФРН               | товариський матч   | -    |          |
| 16-4-1975  | Лондон         | Англія            | 5 – 0     | Кіпр              | Відбір до ЧЄ 1976  | -    |          |
| 11-5-1975  | Лімасол        | Кіпр              | 0 – 1     | Англія            | Відбір до ЧЄ 1976  | 1    |          |
| 17-5-1975  | Белфаст        | Північна Ірландія | 0 – 0     | Англія            | товариський матч   | -    |          |
| 24-5-1975  | Лондон         | Англія            | 5 – 1     | Шотландія         | товариський матч   | -    |          |
| 3-9-1975   | Базель         | Швейцарія         | 1 – 2     | Англія            | товариський матч   | 1    |          |
| 30-10-1975 | Братислава     | Чехословаччина    | 2 – 1     | Англія            | Відбір до ЧЄ 1976  | -    |          |
| 19-11-1975 | Лісабон        | Португалія        | 1 – 1     | Англія            | Відбір до ЧЄ 1976  | -    |          |
| 24-3-1976  | Рексем         | Уельс             | 1 – 2     | Англія            | товариський матч   | -    | кап.     |
| 8-5-1976   | Кардіфф        | Уельс             | 0 – 1     | Англія            | товариський матч   | -    |          |
| 11-5-1976  | Лондон         | Англія            | 4 – 0     | Північна Ірландія | товариський матч   | -    |          |
| 15-5-1976  | Глазго         | Колумбія          | 2 – 1     | Англія            | товариський матч   | -    |          |
| 23-5-1976  | Лос-Анджелес   | Бразилія          | 1 – 0     | Англія            | товариський матч   | -    |          |
| 13-6-1976  | Гельсінкі      | Фінляндія         | 1 – 4     | Англія            | Відбір до ЧС 1978  | 2    |          |
| 8-9-1976   | Лондон         | Англія            | 1 – 1     | Ірландія          | товариський матч   | -    | кап.     |
| 13-10-1976 | Лондон         | Англія            | 2 – 1     | Фінляндія         | Відбір до ЧС 1978  | -    | кап.     |
| 17-11-1976 | Рим            | Італія            | 2 – 0     | Англія            | Відбір до ЧС 1978  | -    | кап.     |
| 9-2-1977   | Саутгемптон    | Англія            | 0 – 2     | Нідерланди        | товариський матч   | -    | кап.     |
| 30-3-1977  | Лондон         | Англія            | 5 – 0     | Люксембург        | Відбір до ЧС 1978  | 1    | кап.     |
| 31-5-1977  | Лондон         | Англія            | 0 – 1     | Норвегія          | товариський матч   | -    | кап.     |
| 8-6-1977   | Ріо-де-Жанейро | Бразилія          | 0 – 0     | Англія            | товариський матч   | -    | кап.     |
| 12-6-1977  | Буенос-Айрес   | Аргентина         | 1 – 1     | Англія            | товариський матч   | -    | кап.     |
| 15-6-1977  | Монтевідео     | Уругвай           | 0 – 0     | Англія            | товариський матч   | -    | кап.     |
| 7-9-1977   | Лондон         | Англія            | 0 – 0     | Швейцарія         | товариський матч   | -    |          |
| 16-11-1977 | Лондон         | Англія            | 2 – 0     | Італія            | Відбір до ЧС 1978  | 1    |          |
| 22-2-1978  | Мюнхен         | ФРН               | 2 – 1     | Англія            | товариський матч   | -    |          |
| 19-4-1978  | Лондон         | Англія            | 1 – 1     | Бразилія          | товариський матч   | 1    | кап.     |
| 24-5-1978  | Лондон         | Англія            | 4 – 1     | Угорщина          | товариський матч   | -    |          |
| 20-9-1978  | Копенгаген     | Данія             | 3 – 4     | Англія            | Відбір до ЧЄ 1980  | 2    |          |
| 25-10-1978 | Дублін         | Ірландія          | 1 – 1     | Англія            | Відбір до ЧЄ 1980  | -    |          |
| 29-11-1978 | Лондон         | Англія            | 1 – 0     | Чехословаччина    | товариський матч   | -    | кап.     |
| 7-2-1979   | Лондон         | Англія            | 4 – 0     | Північна Ірландія | Відбір до ЧЄ 1980  | -    |          |
| 23-5-1979  | Лондон         | Англія            | 0 – 0     | Уельс             | товариський матч   | -    |          |
| 26-5-1979  | Лондон         | Англія            | 3 – 1     | Шотландія         | товариський матч   | 1    | кап.     |
| 6-6-1979   | Софія (місто)  | Болгарія          | 0 – 3     | Англія            | Відбір до ЧЄ 1980  | 1    | кап.     |
| 10-6-1979  | Стокгольм      | Швеція            | 0 – 0     | Англія            | товариський матч   | -    |          |
| 13-6-1979  | Відень         | Австрія           | 4 – 3     | Англія            | товариський матч   | 1    | кап.     |
| 12-9-1979  | Лондон         | Англія            | 1 – 0     | Данія             | Відбір до ЧЄ 1980  | 1    | кап.     |
| 17-10-1979 | Белфаст        | Північна Ірландія | 1 – 5     | Англія            | Відбір до ЧЄ 1980  | -    | кап.     |
| 6-2-1980   | Лондон         | Англія            | 2 – 0     | Ірландія          | Відбір до ЧЄ 1980  | 2    | кап.     |
| 26-3-1980  | Барселона      | Іспанія           | 0 – 2     | Англія            | товариський матч   | -    | кап.     |
| 13-5-1980  | Лондон         | Англія            | 3 – 1     | Аргентина         | товариський матч   | 1    | кап.     |
| 12-6-1980  | Турин          | Англія            | 1 – 1     | Бельгія           | ЧЄ 1980 - 1-й етап | -    | кап.     |
| 15-6-1980  | Турин          | Італія            | 1 – 0     | Англія            | ЧЄ 1980 - 1-й етап | -    | кап.     |
| 18-6-1980  | Неаполь        | Іспанія           | 1 – 2     | Англія            | ЧЄ 1980 - 1-й етап | -    | кап.     |
| 25-3-1981  | Лондон         | Англія            | 1 – 2     | Іспанія           | товариський матч   | -    | кап.     |
| 30-5-1981  | Базель         | Швейцарія         | 2 – 1     | Англія            | Відбір до ЧС 1982  | -    | кап.     |
| 6-6-1981   | Будапешт       | Угорщина          | 1 – 3     | Англія            | Відбір до ЧС 1982  | 1    | кап.     |
| 9-9-1981   | Осло           | Норвегія          | 2 – 1     | Англія            | Відбір до ЧС 1982  | -    | кап.     |
| 18-11-1981 | Лондон         | Англія            | 1 – 0     | Угорщина          | Відбір до ЧС 1982  | -    | кап.     |
| 23-2-1982  | Ліверпуль      | Англія            | 4 – 0     | Північна Ірландія | товариський матч   | 1    | кап.     |
| 29-5-1982  | Глазго         | Шотландія         | 0 – 1     | Англія            | товариський матч   | -    | кап.     |
| 3-6-1982   | Гельсінкі      | Фінляндія         | 1 – 4     | Англія            | товариський матч   | -    | кап.     |
| 5-7-1982   | Мадрид         | Іспанія           | 0 – 0     | Англія            | ЧС 1982 - 1-й етап | -    |          |
| Усього     |                | Матчів            | 63        |                   | Голів              | 21   |          |

## Титули та досягнення

### Командні
- Володар Кубка Футбольної ліги (1):

«Ліверпуль»: 1971-72
- Чемпіон Англії (3):

«Ліверпуль»: 1972-73, 1975-76, 1976-77
- Володар Кубка Англії (1):

«Ліверпуль»: 1973-74
- Володар Суперкубка Англії (2):

«Ліверпуль»: 1974, 1976
- Чемпіон Німеччини (1):

«Гамбург»: 1978-79
- Володар Кубка УЄФА (2):

«Ліверпуль»: 1972-73, 1975-76
- Володар Кубка чемпіонів УЄФА (1):

«Ліверпуль»: 1976-77

### Особисті
- Футболіст року в Англії: 1976, 1982
- Володар Золотого м'яча: 1978, 1979
- Найкращий бомбардир чемпіонату Англії: 1981-82 (26)
- Тренер року в Англії: 1996

## Галерея

Кевін Кіган на Євро-1980
Кевін Кіган (ліворуч) у грі Євро-1980
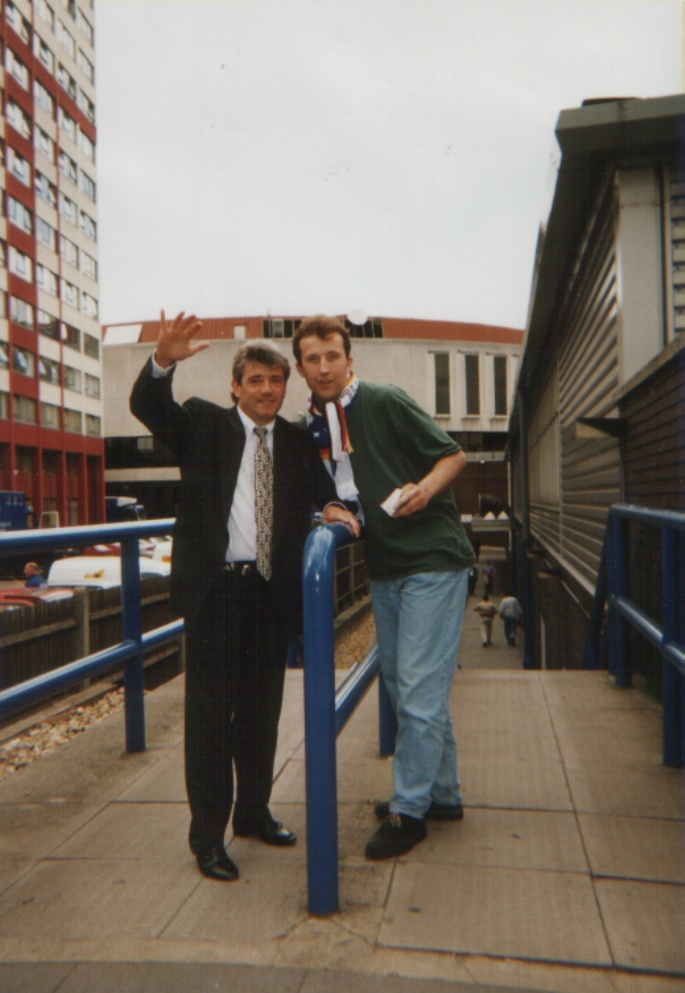
Кевін Кіган (ліворуч) біля Вемблі перед фіналом Євро-1996
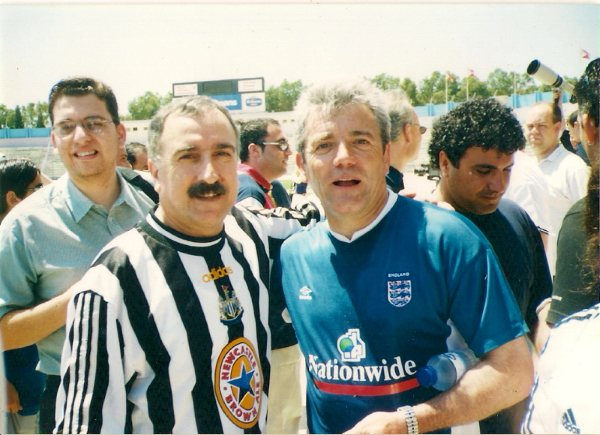
Кевін Кіган (праворуч) під час тренування збірної Англії
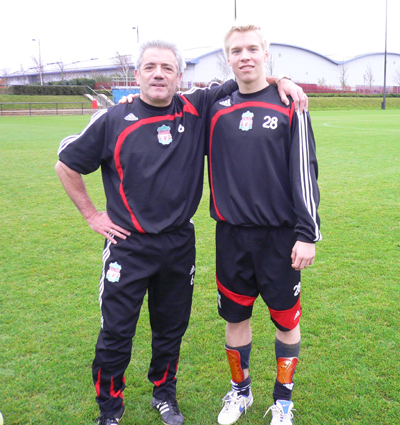
Кевін Кіган (ліворуч) у 2007 році